# Campeonato Carioca de Futebol de 2025 - Série A2
O Campeonato Carioca da Série A2 de 2025 (por questões de patrocínio Cariocão Série A2 Loterj) é a 48ª edição da segunda divisão do campeonato estadual de futebol profissional do Rio de Janeiro. A competição é organizada pela Federação de Futebol do Estado do Rio de Janeiro (FERJ).

## Formato e regulamento
A competição manteve o regulamento da edição anterior, disputada por 12 clubes, dividida em três fases: na primeira, chamada de Taça Santos Dumont, todas as associações integram um único grupo e jogam entre si por 11 rodadas em turno único. Os quatro melhores colocados se classificam para a segunda etapa do campeonato, a semifinal. Os vencedores de cada uma das semifinais avançam para a última fase, a final, que decidirá o campeão. Apenas o vencedor da Série A2 será promovido à elite do Campeonato Carioca de 2026. As duas equipes piores colocadas na Taça Santos Dumont são rebaixadas à Série B1 de 2025.

### Critérios de desempate
Estes são os critérios de desempate:
1. Maior número de vitórias durante a fase de grupos;
2. Maior saldo de gols durante a fase de grupos;
3. Maior número de gols pró durante a fase de grupos;
4. Confronto direto (somente caso o desempate seja entre dois clubes);
5. Menor número de cartões amarelos;
6. Sorteio público na sede da FERJ.

## Participantes
| Equipe          | Cidade                | Em 2024             | Estádio          | Capacidade | Títulos            |
| --------------- | --------------------- | ------------------- | ---------------- | ---------- | ------------------ |
| America         | Rio de Janeiro        | 5.º                 | Giulite Coutinho | 13 544     | 3 (último em 2018) |
| Americano       | Campos dos Goytacazes | 10.º                | Ferreirão        | 900        | 0 (não possui)     |
| Araruama        | Araruama              | 6.º                 | Lourival Gomes   | 1 800      | 0 (não possui)     |
| Audax Rio       | Saquarema             | 3.º                 | Eucyr Resende    | 4 315      | 1 (em 2021)        |
| Bangu           | Rio de Janeiro        | 12.º (Série A 2025) | Moça Bonita      | 9 024      | 2 (último em 2008) |
| Cabofriense     | Cabo Frio             | 7.º                 | Correão          | 2 611      | 5 (último em 2013) |
| Duque de Caxias | Duque de Caxias       | 4.º                 | Marrentão        | 3 334      | 0 (não possui)     |
| Olaria          | Rio de Janeiro        | 2.º                 | Rua Bariri       | 11 000     | 0 (não possui)     |
| Pérolas Negras  | Resende               | 2º (Série B1 2024)  | Trabalhador      | 4 600      | 0 (não possui)     |
| Petrópolis      | Petrópolis            | 8.º                 | Lourival Gomes   | 4 315      | 0 (não possui)     |
| Resende         | Resende               | 9.º                 | Trabalhador      | 4 600      | 1 (em 2007)        |
| São Gonçalo EC  | São Gonçalo           | 1º (Série B1 2024)  | Alzirão          | 900        | 0 (não possui)     |

## Taça Santos Dumont

### Classificação
| Pos | Equipe          | Pts | J  | V | E | D | GP | GC | SG | Classificação ou descenso                     |
| --- | --------------- | --- | -- | - | - | - | -- | -- | -- | --------------------------------------------- |
| 1   | São Gonçalo EC  | 19  | 11 | 5 | 4 | 2 | 13 | 8  | +5 | Campeão da Taça Santos Dumont e classificado  |
| 2   | Bangu           | 16  | 11 | 4 | 4 | 3 | 11 | 8  | +3 | Classificado para as semifinais do campeonato |
| 3   | Araruama        | 16  | 11 | 4 | 4 | 3 | 8  | 9  | −1 | Classificado para as semifinais do campeonato |
| 4   | Olaria          | 15  | 11 | 4 | 3 | 4 | 14 | 10 | +4 | Classificado para as semifinais do campeonato |
| 5   | Resende         | 15  | 11 | 4 | 3 | 4 | 8  | 10 | −2 |                                               |
| 6   | America         | 14  | 11 | 3 | 5 | 3 | 7  | 7  | 0  |                                               |
| 7   | Cabofriense     | 14  | 11 | 3 | 5 | 3 | 9  | 10 | −1 |                                               |
| 8   | Pérolas Negras  | 13  | 11 | 3 | 4 | 4 | 10 | 10 | 0  |                                               |
| 9   | Americano       | 12  | 11 | 4 | 4 | 3 | 13 | 10 | +3 |                                               |
| 10  | Audax Rio       | 12  | 11 | 3 | 3 | 5 | 11 | 15 | −4 |                                               |
| 11  | Duque de Caxias | 12  | 11 | 3 | 3 | 5 | 8  | 12 | −4 | Rebaixado à Série B1 de 2025                  |
| 12  | Petrópolis      | 9   | 11 | 2 | 6 | 3 | 9  | 12 | −3 | Rebaixado à Série B1 de 2025                  |

1. ↑  O Americano foi punido de forma provisória pelo TJD-RJ e perdeu quatro pontos por conta de uma inscrição de jogador irregular.
2. ↑  O Petrópolis foi punido de forma definitiva pelo TJD-RJ e perdeu três pontos por conta de uma escalação irregular no jogo contra o Olaria.

### Premiação
| Taça Santos Dumont de 2025          |
| Border                              |
| ----------------------------------- |
| São Gonçalo EC Campeão (1.º título) |

### Confrontos
| Mandante \ Visitante | AME | AMC | ARA | AUD | BAN | CAB | DUQ | OLA | PET | PNE | RES | SGO |
| -------------------- | --- | --- | --- | --- | --- | --- | --- | --- | --- | --- | --- | --- |
| America              | —   | 1–0 | —   | 0–1 | —   | 1–1 | —   | 0–0 | 0–1 | —   | —   | 1–1 |
| Americano            | —   | —   | 3–1 | 3–1 | —   | 1–1 | —   | 0–0 | 1–0 | —   | —   | —   |
| Araruama             | 1–0 | —   | —   | —   | 0–1 | —   | 0–0 | —   | —   | 0–0 | 0–2 | 1–0 |
| Audax Rio            | —   | —   | 1–2 | —   | 2–2 | —   | 2–1 | —   | —   | 1–3 | 2–1 | 0–0 |
| Bangu                | 0–1 | 1–1 | —   | —   | —   | 2–0 | 0–1 | —   | 0–0 | —   | —   | 0–2 |
| Cabofriense          | —   | —   | 1–1 | 1–0 | —   | —   | —   | 2–1 | 1–1 | 1–0 | —   | —   |
| Duque de Caxias      | 1–1 | 2–1 | —   | —   | —   | 0–0 | —   | 3–2 | 0–2 | —   | —   | 0–2 |
| Olaria               | —   | —   | 0–1 | 1–0 | 0–2 | —   | —   | —   | —   | 1–1 | 3–0 | 2–1 |
| Petrópolis           | —   | —   | 1–1 | 1–1 | —   | —   | —   | 0–4 | —   | 1–2 | 1–1 | —   |
| Pérolas Negras       | 0–1 | 1–1 | —   | —   | 1–1 | —   | 1–0 | —   | —   | —   | 0–1 | —   |
| Resende              | 1–1 | 0–1 | —   | —   | 0–2 | 1–0 | 1–0 | —   | —   | —   | —   | —   |
| São Gonçalo EC       | —   | 2–1 | —   | —   | —   | 2–1 | —   | —   | 1–1 | 2–1 | 0–0 | —   |

## Fase final
Em itálico, as equipes que jogarão a segunda partida como mandante e/ou pelo empate por ter melhor campanha e em negrito as equipes vencedoras das partidas. Na final, não há vantagem de empate para nenhuma equipe.
|  | Semifinais     | Semifinais | Semifinais | Semifinais |   |                | Final | Final | Final | Final |
|  |                |            |            |            |   |                |       |       |       |       |
|  | São Gonçalo EC | 0          | 3          | 3          |   |                |       |       |       |       |
|  | Olaria         | 0          | 0          | 0          |   |                |       |       |       |       |
|  | Olaria         | 0          | 0          | 0          |   | São Gonçalo EC | 0     | 0     | 1     |       |
|  |                |            |            |            |   | São Gonçalo EC | 0     | 0     | 1     |       |
|  |                | Bangu      | 1          | 2          | 3 |                |       |       |       |       |
|  | Bangu          | Bangu      | 1          | 2          | 3 | 0              | 1     | 1     |       |       |
|  | Bangu          |            |            |            |   | 0              | 1     | 1     |       |       |
|  | Araruama       | 0          | 0          | 0          |   |                |       |       |       |       |

### Semifinais
Fonte: 
Ida
| 3 de agosto | Olaria | 0 – 0                   | São Gonçalo EC | Estádio da Rua Bariri, Rio de Janeiro                              |
| 14:45       |        | Súmula (FERJ) Soccerway |                | Público: 470 Renda: R$ 4 260,00 Árbitro: RJ Pierry Dias dos Santos |

| 3 de agosto | Araruama | 0 – 0                   | Bangu | Estádio de Los Larios, Duque de Caxias                             |
| 14:45       |          | Súmula (FERJ) Soccerway |       | Público: 209 Renda: R$ 2 250,00 Árbitro: RJ Alan Trindade da Silva |

Volta
| 9 de agosto | São Gonçalo EC                                 | 3 – 0                   | Olaria | Estádio Lourival Gomes, Saquarema                                     |
| 14:45       | Anthony Lennox 4' · Eberson 41' · Di María 60' | Súmula (FERJ) Soccerway |        | Público: 284 Renda: R$ 3 250,00 Árbitro: RJ Jodis Nascimento de Souza |

| 9 de agosto | Bangu    | 1 – 0                   | Araruama | Estádio de Moça Bonita, Rio de Janeiro                                        |
| 17:00       | Berê 61' | Súmula (FERJ) Soccerway |          | Público: 1 073 Renda: R$ 12 620,00 Árbitro: RJ Mauricio Machado Coelho Junior |

### Final
Fonte: 
Ida
| 13 de agosto | Bangu            | 1 – 0                   | São Gonçalo EC | Estádio de Moça Bonita, Rio de Janeiro |
| 19:00        | André Castro 29' | Súmula (FERJ) Soccerway |                | Público: 1 807 Renda: R$ 22 600,00     |

Volta
| 17 de agosto | São Gonçalo EC | 1 – 2 | Bangu | Estádio Luso-Brasileiro, Rio de Janeiro |
| 14:45        |                |       |       |                                         |

### Premiação
| Campeonato Carioca de 2025 - Série A2 |
| Border                                |
| ------------------------------------- |
| Bangu Campeão (4.º título)            |